# チャイルドミッシング
チャイルドミッシングとは、1980年代末に米国で多発した未成年者の失踪事件を指す。自発的な失踪なのか、誘拐なのか、事件なのか事故なのか、実態は分からない。仮に事件であっても、犯行の動機や、犯人像も全く不明である。ただ、米国社会で多発しているとされる快楽殺人と結び付けられ、失踪の多くは性犯罪者による誘拐殺人事件であると信じられている。
米国社会の動揺は、リアルタイムで日本にも紹介され、1989年頃から誘拐防止を呼びかける冊子の製作が始まった。それが、現在の「子供を狙った事件の頻発」論の流れを作った。